# Calcarisporiella thermophila
Calcarisporiella thermophila är en svampart som först beskrevs av H.C. Evans, och fick sitt nu gällande namn av de Hoog 1974. Calcarisporiella thermophila ingår i släktet Calcarisporiella, divisionen sporsäcksvampar och riket svampar.   Inga underarter finns listade i Catalogue of Life.